# Neuroimmunologie

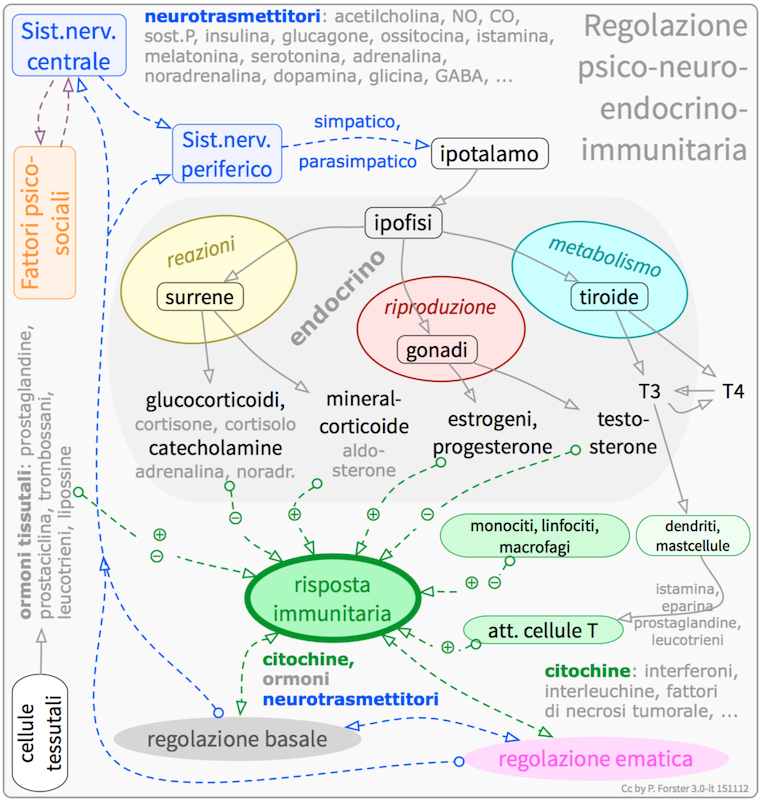
Régulation psycho-neuro-endocrino-immunitaire

La neuroimmunologie est l'étude des interactions entre le système immunitaire et le système nerveux. Elle étudie notamment le fonctionnement physiologique du système immunitaire chez des sujets en bonne santé ou malades, les défaillances du système immunitaire dans le cas des maladies (maladie auto-immune, hypersensibilité, Immunodépression) et les caractéristiques physiques, chimiques et physiologiques des composants du système immunitaire In vitro, In situ et In vivo.